# Batha
Region Batha (francouzsky: Région du Batha, arabsky: منطقة البطحة) je jedním z 22 regionů Čadu. Hlavním městem je Ati. Region odpovídá bývalé stejnojmenné prefektuře.

## Administrativní dělení
Region Batha se dělí na 3 departementy a 9 podprefektur:
| Departement | Hlavní město | Podprefektury                                     |
| ----------- | ------------ | ------------------------------------------------- |
| Batha Est   | Oum Hadjer   | Am Sack, Assinet, Haraze Djombo Kibit, Oum Hadjer |
| Batha Ouest | Ati          | Ati, Djedaa, Koundjourou                          |
| Fitri       | Yao          | Am Djamena, Yao                                   |

## Demografie
V roce 2009 žilo na území regionu 527 031 obyvatel. V roce 1993 to bylo 288 074 obyvatel, z toho 244 010 žilo usedlým (207 997 na venkově a 36 017 ve městě) a 44 064 kočovným způsobem života.
Nejvýznamnějšími etnickými skupinami v regionu jsou Arabové (33,62 %), Bilala (18,11 %), Kuka (15,71 %), Masalit (5,73 %) a Mesmédjé (5,61 %).

## Představitelé
Seznam představitelů:
- Prefekti (1960-2002)
  - 6. prosince 1961: Adoum Ahmed
  - 5. prosince 1964: Jacques Ndoungar Ngarbaroum
- Guvernéři (od 2002)
  -  ?: Mahamat Saleh Younousmi
  - 15. září 2008: Mahamat Zene Al-Hadj Yaya